# Essity
Essity AB es una empresa global de higiene y salud, con sede en Estocolmo (Suecia). La cartera de la compañía contiene productos de un solo uso, como papel tisú, pañales para bebés, cuidado femenino (almohadillas para la menstruación, etc.), productos para la incontinencia, terapia de compresión, ortopedia y cuidado de heridas. Essity formó parte de la empresa de productos forestales y de higiene SCA hasta 2003, cuando la empresa se separó de las operaciones de higiene y pasó a cotizar como una empresa separada en la Bolsa de Estocolmo. Essity tiene aproximadamente 46 000 empleados y las ventas netas en 2005 ascendieron a EUR 12 200 millones. El nombre Essity proviene de las palabras 'Essentials' y 'Necessity'.

## Historia
Essity anteriormente formaba parte del grupo SCA, compañía fundada en 1915 como una empresa forestal. En 1961, SCA adquirió Mölnlycke AB, un productor de productos de higiene desechables de Europa occidental. En 1981 adquirieron la empresa alemana de papel y embalaje PWA, Papierwerke Waldhof-Aschaffenburg. En 1987 se adquirió la división Wisconsin Tissue de la empresa estadounidense Georgia-Pacific Tissue..
En 1990, SCA adquirió los negocios de papel higiénico y productos de higiene de Carter Holt Harvey de International Paper.En 1993, Procter & Gamble vendió su negocio europeo de papel tisú a SCA por 512 millones de euros (672 millones de dólares). En 1993, SCA adquirió su primera participación minoritaria en la empresa asiática de papel tisú Vinda. En 1997, adquirió la brasileña Pro Descart por cerca de R$ 114 millones, con marcas locales "Biofral" y "Drybaby". Posteriormente, invirtió R$ 242 millones en una planta en Jarinu, interior de São Paulo, consolidando las marcas TENA y Tork.
En julio de 1998, se cerró la adquisición de las operaciones de tisú de Georgia Pacific, incluida la marca Lotus. El precio total ascendió a 1.320 millones de euros. En 1999, SCA se convirtió en accionista mayoritario de Vinda. En 2001, SCA fue el mayor productor de papel tisú del mundo.
En agosto de 2001 se anunció que las operaciones de higiene y las operaciones forestales de SCA se dividirían en dos divisiones diferentes. Un año después, el 24 de agosto de 2002, la empresa anunció que tenía la intención de dividir la SCA en dos empresas que cotizan en bolsa por separado. En diciembre de 2002, SCA anunció la adquisición de BSN Medical, una empresa especializada en las áreas de terapia de compresión, cuidado de heridas y ortopedia. El precio de compra ascendió a 2.740 millones de euros e incluyó marcas como Jobst, Leukoplast, Cutimed, Delta Cast y Actimove. En 2003, SCA, que cotizaba en la Bolsa de Londres desde 1994, se separó de Essity como compañías independientes y Essity cotizó en la Bolsa de Estocolmo el 15 de junio de 2017.
El 22 de abril de 2021, la multinacional sueca compra el 94% de las acciones de Productos Familia.

## Marcas
Entre las marcas del grupo Essity, presente en 150 países, están:
- TENA®
- Tork®
- Colhogar®
- JOBST®
- Leukoplast®
- Demak-up®
- Libero®
- Libresse®

## Marca blanca
Parte importante la facturación de la compañía se hace a través de marcas blancas, como la que emplea en España en la compañía Mercadona donde cuenta con papel higiénico y compresas, entre otras.